# アジア経済報告
アジア経済報告（アジアけいざいほうこく）は英国放送協会が制作する経済ニュース番組で、アジアの朝の時間帯にBBCワールドニュースで見られる。この番組は専らアジア太平洋や南アジア、中東で見られたが、2010年2月1日現在の番組改編で現在は世界各地で放送されている。現在ニュースデイの一部として毎日早朝の時間帯に3回イギリス国内向けのBBC NewsやBBC Oneで放送されている。
シンガポールの中心業務地区にある英国放送協会のシンガポール支局からの放送である。主要プレゼンターはリコ・ヒゾン（日曜日-水曜日）とシャランジット・レイル（木曜日）である。
こうした時間は英国夏時間（ロンドン）や夏時間（ニューヨーク）とは関係ない。BBC OneやBBCワールドニュースで見られる残りの放送が行われている。

## プレゼンター
| プレゼンター           | 現在の役割                                |
| ---------------------- | ----------------------------------------- |
| リコ・ヒゾン           | 主要プレゼンター （日曜日-水曜日）        |
| シャランジット・レイル | 副プレゼンター（木曜日） 応援プレゼンター |
| アリ・モーア           | 応援プレゼンター                          |

ミシャル・フサインは嘗てこの番組のプレゼンターであったが、その後BBCワールドニュースの主要なBBCニュースのプレゼンターになるためにイギリスに戻っている。
2014年1月13日-27日、バビタ・シャーマがリコ・ヒゾンがロンドンにいる間に番組のプレゼンターを務めた。